# 지석로
지석로(Jiseok-ro)는 전라북도 나주시 남평읍 남평오거리에서 화순군 능주면 석고회전교차로까지 연결하는 도로이다.

## 연혁
- 2009년 7월 3일 : 2개 이상 시·군에 걸쳐 있는 광역도로로 지석로를 고시[1]

## 주요 경유지
전라북도
- 나주시 (남평읍) -  화순군 (도곡면 . 능주면)

## 노선
| 이름                | 접속 노선  | 소재지 | 소재지                    | 비고                    |
| ------------------- | ---------- | ------ | ------------------------- | ----------------------- |
| 남평오거리          | 산남로     | 나주시 | 남평읍                    |                         |
| 남평읍소재지 교차로 | 교원교촌길 | 나주시 | 남평읍                    |                         |
| 광탄교              |            | 나주시 | 남평읍                    |                         |
| 평리교              |            | 나주시 | 남평읍                    |                         |
|                     | 화순군     | 도곡면 |                           |                         |
| 도곡면평리 교차로   | 화순군     | 도곡면 | 지방도 제817호선 (천태로) | 지방도 제817호선과 중복 |
| 효산삼거리          | 화순군     | 도곡면 | 지방도 제817호선 (지강로) | 지방도 제817호선과 중복 |
| 석고회전 교차로     | 화순군     | 학포로 | 능주면                    |                         |
| 학포로와 직결       |            |        |                           |                         |

## 주요 건물 및 시설
- 남평초등학교 (지석로 95/동사리 238)
- 지석파출소 (지석로 1108/효산리 712-5)
- 도곡우체국 (지석로 1126/효산리 426-1)
- 능주119안전센터 (지석로 1428/남정리 475)